# Kana Home Video
Pour les articles homonymes, voir KHV.
Kana Home Video, abrégé KHV, est un label appartenant à la société Citel du groupe Dargaud-Lombard s'occupant de la parution en DVD et Blu-ray de nombreuses séries animées comme Black Butler, One Piece ou encore Naruto.
En juillet 2012, Kana Home Video lance un portail VOD nommé Genzai. En septembre 2013, Kana annonce la fusion de Genzai avec Kzplay, appartenant à Kazé, afin de former une nouvelle plateforme unique nommée Anime Digital Network.

## Séries
Séries licenciées :
- Ajin (Polygon Entertainment)
- All Out!! (TMS Entertainment, Madhouse)
- Assassination Classroom (Lerche, Fuji TV)
- Black Butler (A-1 Pictures)
- Boruto: Naruto Next Generations (Studio Pierrot)
- Card Captor Sakura - Clear Card Arc (Madhouse)
- Concrete Revolutio (Bones)
- D.Gray-man (TMS Entertainment)
- Devil’s Line (Platinum Vision)
- Death Note (Madhouse, VAP, Shūeisha)
- Endride (Brain’s Base)
- Fairy Tail (A-1 Pictures, TV Tokyo)
- Fire Force (David Production)
- Fruits Basket 2019 (TMS Entertainment)
- Hunter × Hunter 2011 (Madhouse)
- Koro Sensei Quest (Lerche)
- Log Horizon (Satelight, Studio Deen)
- Mär (Konami)
- Megalo Box (TMS Entertainment)
- Naruto (Studio Pierrot)
- Naruto Shippûden (Studio Pierrot)
- No Game No Life (Madhouse)
- One Piece (Tōei animation)
- Overlord (Madhouse)
- Paradise Kiss (Madhouse, Fuji TV)
- Psycho-Pass (Production I.G, Fuji TV)
- Radiant (Lerche, NHK)
- Saint Seiya Omega (Tōei Animation)
- Tales of Zestria the X (Ufotable)
- Witchcraft Works (J. C. Staff)
- ZatchBell (Tōei animation, Kitty Films / Fuji TV)